# Reinhold Adam
Reinhold Adam, auch Adami oder Adamus (* 1602 in der Kurpfalz; † nach 1653) war ein Prinzenerzieher und calvinistischer Theologe in Litauen.

## Leben
Reinhold Adam stammte aus der Kurpfalz und studierte Theologie an der Universität Leiden.
Um 1620 wurde er Professor für Theologie an der von Krzysztof Radziwiłł neu gegründeten Schule in Sluzk, wo er der Lehrer von Janusz Radziwiłł war.
Zwar wurden 1629 seine Handbücher für Rhetorik und Geschichte von der Synode von Vilnius für den Schulgebrauch genehmigt, wurden jedoch wohl nie gedruckt. 1630 wurde er Minister und auf Wunsch von Krzysztof Radziwiłł aus dem Schuldienst entlassen, damit er zu Janusz Radziwiłł nach Leipzig, der dort studierte, gehen und über dessen Erziehung als Hofprediger wachen konnte. Da es dort zu Unstimmigkeiten mit dem Senat der Universität kam, überredete Adam Janusz Radziwiłł, sein Studium in Altdorf bei Nürnberg fortzuführen. Dieser Schritt wurde von Krzysztof Radziwiłł harsch kritisiert, sodass Janusz Radziwiłł mit seinem Gefolge im April 1631 nach Leiden ging, wo er zwei Jahre blieb.
Nachdem sie 1633 nach Litauen zurückgekehrt waren, blieb Adam weiterhin Prediger an der Seite von Janusz Radziwiłł und wurde auf einige Missionen ins Ausland geschickt, deren Ziele nicht genauer bekannt sind. So fuhr er 1636 nach Paris.
1642 übergab ihm die Synode von Vilnius auf Wunsch von Janusz und Bogusław Radziwiłł die Inspektion über beide höheren Schulen in Litauen, nämlich in Sluzk und Kėdainiai. Da er sich am Hof von Janusz Radziwiłł in Kėdainiai als Bibliothekar niederließ, kümmerte er sich um die dortige Schule. So verfasste er 1647 das Schulprogramm.
1644 nahm er an der Generalsynode von Orla und 1645 am Thorner Religionsgespräch teil, von dem er 1646 der Synode von Vilnius Bericht erstattete.
Nach 1653 verlieren sich seine Spuren in den Quellen.

## Werke
- Laudatio funebris, 1630